# Lehtisaari (ö i Finland, Päijänne-Tavastland, Lahtis, lat 61,23, long 26,27)
Lehtisaari är en ö i Finland. Den ligger i sjön Kivijärvi och i kommunen Heinola i den ekonomiska regionen  Lahtis ekonomiska region  och landskapet Päijänne-Tavastland, i den södra delen av landet, 140 km nordost om huvudstaden Helsingfors. Öns area är 1 hektar och dess största längd är 200 meter i nord-sydlig riktning.